# یانگ یو (شناگر)
یانگ یو (به انگلیسی: Yang Yu) (زادهٔ ۶ فوریهٔ ۱۹۸۵) شناگر اهل چین است.